# Xhénemont
Xhénemont was een notabele Luikse familie, van wie enkele leden in de adel werden opgenomen.

## Geschiedenis
- François Xhénemont (1745-1824) trouwde met Marguerite Zolet (1749-1798). Ze hadden twee zoons en een dochter.
  - Nicolas Xhénemont (1776-1832) trouwde met Jeanne Renard (1784-1814).
    - Charles de Xhénemont (Luik, 1802 - 1878), afdelingshoofd bij de provinciale diensten van Luik, trouwde met Françoise Delisse (1796-1877). Ze hadden twee dochters. In 1840 verkreeg hij erkenning in de erfelijke Belgische adel.
    - Alphonse de Xhénemont (Grivegnée, 1805 - Brussel, 1856) was kapitein bij de Lansiers. Samen met zijn broer werd hij in de adelstand erkend.
    - Armand Edouard Zacharie de Xhénemont (Luik, 1809 - Olne, 1873) was kapitein-commandant in het Tweede regiment Lansiers. Samen met zijn beide broers werd hij in de adelstand erkend.

  - Claire de Xhénemont (1778-1818) trouwde met de rijke industrieel Henry Orban (1779-1846).
    - Claire Orban (1818-1890) trouwde met de latere eerste minister Walthère Frère-Orban (1812-1896).

  - Dieudonné Etienne de Xhénemont (Luik, 1787 - Brussel, 1845), trouwde met Eugénie Goubau (1796-1866), dochter van Emmanuel Goubau en van Marie-Isabelle de Brouchoven de Bergeyck. Ze kregen een dochter. Hij doorliep een militaire carrière: kapitein onder het Franse keizerrijk, kolonel en vleugeladjudant van de koning van het Verenigd Koninkrijk der Nederlanden. In 1821 kreeg hij erkenning in de erfelijke adel en werd hij benoemd in de Ridderschap van de provincie Antwerpen.

Bij gebrek aan mannelijke opvolgers is de familie in 1915 uitgedoofd.